# 牛山隆信
牛山 隆信（うしやま たかのぶ、1967年1月14日 - ）は日本の鉄道ファン、秘境駅訪問家である。東京都八王子市出身。広島県三次市在住。

## 略歴
本業である会社勤務の傍ら全国の秘境駅を訪問し自身のホームページで公開、その内容から各種雑誌で取り上げられたり自身も本を出版するなど「秘境駅」という言葉と存在を世に知らしめた。駅訪問時は主に駅寝で全国を回った。列車本数が極端に少ない場合は例外的にレンタカーやオートバイ、徒歩等で訪問している。JRの全線を完乗している。最後の路線は群馬県の吾妻線。

## 著書
- 秘境駅へ行こう!（小学館文庫刊 ISBN 4094114114）
- もっと秘境駅へ行こう!（小学館文庫刊 ISBN 4094114122）
- すごい駅!（横見浩彦 共著、ナレッジエンダ読本 ISBN 4840121052）
- 秘境駅（栗原景 共著、メディアファクトリー刊 ISBN 4840123616）
- 秘境駅II（栗原景 共著、メディアファクトリー刊 ISBN 4840126070）
- 秘境駅III（栗原景 共著、メディアファクトリー刊 ISBN 4840128480）
- 時刻表を読みこなす（メディアファクトリー刊 ISBN 978-4-8401-3266-4）
- 酷道vs秘境駅（松波成行　共著、イカロス出版刊 ISBN 978-4-86320-424-9）

## 出演漫画
- 『鉄子の旅』

## 出演番組
- 秘境駅へ行こう!（MONDO21）
- 全国秘境駅ファイル（MONDO21）
- 全国秘境駅ファイル2（旅チャンネル）
- 全国秘境駅ファイル３（旅チャンネル）
- 秘境駅を旅する（旅チャンネル）